# Neutronspridning
Neutronspridning är en experimentell teknik som används för att studera materials egenskaper inom ett mycket brett forskningsområde som fysik, kemi, biologi, geologi, miljö- och energiforskning. Experiment i neutronspridning utförs generellt vid storskaliga neutronkällor som kan producera neutronstrålning av tillräckligt hög intensitet. Moderna neutronkällor är baserade på så kallad spallationsteknik.
Denna experimentella teknik delas vanligen in i två olika kategorier: elastisk respektive inelastisk neutronspridning.

## Elastisk neutronspridning
Teknik som kategoriseras av att de inkommande och de från materialet spridda neutronerna har samma energi. Spridningsprocessen sker med andra ord elastiskt där energi varken förloras eller tillförs neutronerna. En av de vanligaste och mest fundamentala experimentella metoderna i denna kategori är neutrondiffraktion som används för att studera atomstrukturen hos olika material. Neutrondiffraktion är en komplementär metod till den mer vanliga metoden röntgendiffraktion, på grund av den fundamentala skillnaden i växelverkan mellan neutroner och materia jämfört med röntgenstrålning. Neutronen är en oladdad partikel och interagerar ej med elektroner utan enbart med själva atomkärnan genom stark växelverkan. Detta gör exempelvis att neutrondiffraktion är bättre på att detektera lätta element (exempelvis väte) än röntgendiffraktion, och är även känslig mot olika isotoper av samma element. 
På grund av att neutronen har spinn 1/2, är det också möjligt att studera magnetiska strukturer av olika material med neutrondifffraktion. 

## Inelastisk neutronspridning
En neutron som sprids från ett material kan också förlora eller erhålla energi från materialet det sprids ifrån. I inelastisk neutronspridning analyserar man denna ändring i kinetisk energi hos neutronerna, för att studera dynamik i kondenserad materia. Denna teknik används vanligtvis för att studera olika excitationer i material, exempelvis gitterdynamik (fononer) eller olika magnetiska excitationer, exempelvis magnoner.
Även diffusiv dynamik kan studeras med inelastisk neutronspridning. Energiutbytet mellan neutron och material är då oftast mycket litet i förhållande till neutronens ursprungliga energi, och spridningen kallas ofta för kvasielastisk. Kvasielastisk neutronspridning används exempelvis inom biologi för att studera diffusiv dynamik av olika biomolekyler. Andra exempel inkluderar studier av diffusion av interstitiella element i fasta material (exempelvis väte i metaller) och diffusion av joner i fasta jonledare.                      